# 임선영 (축구 선수)
임선영(林善永, 1988년 3월 21일 ~ )은 대한민국의 축구 선수이다. 포지션은 미드필더이다.

## 클럽 경력
고등학교 1학년부터 대학교 3학년까지 발목 수술을 3번이나 받아 선수 생활을 그만두는 것까지 고민하였으나 선수 생활을 이어가기로 마음을 다잡았다.
이후 수원대학교를 졸업한 임선영은 2011년 신인 드래프트에서 창단 구단 우선 지명으로 광주 FC에 입단하였다. 비시즌 기간에 호남대와의 연습 경기에서 골을 넣었고, 고려대와의 경기에서 수비수 3명을 따돌린 후 중거리 슛을 성공시켜 두 경기 연속 골을 넣었다. 2011년 3월 5일 K리그 2011 개막전 대구와의 경기에서 선발 출전하여 데뷔전을 치렀다. 2011년 4월 6일 부산 아이파크와의 리그 컵 경기에서 교체 투입되자마자 광주가 골을 허용했는데, 임선영은 인터뷰에서 "나 때문에 진 것 같다. 죄책감이 들었다"고 밝혔다. 2012년 3월 24일, 부산 아이파크와의 경기에서 프로 데뷔골을 터뜨리며, 팀의 승리에 공헌했다. 2012 시즌 팀이 K리그 챌린지로 강등되었지만 팀에 잔류하였다. 2014 시즌 정규 리그에서 22경기에서 7골을 기록하며 팀이 승격 플레이오프에 진출하는데 기여하였고, 경남 FC와의 승강 플레이오프에서도 1, 2차전을 모두 활약하며 팀을 승격으로 이끌었다.
2018시즌을 앞두고 K리그1의 전북 현대 모터스로 이적했다.
2019년 시즌 후, 성남 FC와 계약을 체결하였다.
2021시즌을 앞두고 K리그2의 FC 안양으로 임대 이적했다.

## 국가대표팀 경력
2015 동아시안컵에 참가하는 대한민국 대표팀 예비엔트리에 뽑혔으나 최종명단에 들지 못하였다.

## 수상 내역

### 클럽
안산 무궁화 FC
- K리그 챌린지 : 우승 (2016)

 전북 현대 모터스
- K리그1 : 우승 (2018)